# Mimocoelodes minutus
Mimocoelodes minutus är en skalbaggsart som beskrevs av Maurice Pic 1930. Mimocoelodes minutus ingår i släktet Mimocoelodes och familjen Hybosoridae. Inga underarter finns listade i Catalogue of Life.